# Анеуплоидия
Анеуплоиди́я (др.-греч. ἀν- — отрицательная приставка + εὖ — полностью + πλόος — кратный + εἶδος — вид) — изменение кариотипа, при котором число хромосом в клетках не кратно гаплоидному набору (n). Отсутствие в хромосомном наборе диплоидного организма одной хромосомы называется моносомией (2n-1); отсутствие двух гомологичных хромосом — нуллисомией (2n-2); наличие дополнительной хромосомы называется трисомией (2n+1). Анеуплоидия возникает в результате нарушения сегрегации хромосом в митозе или мейозе. Анеуплоидия вызывает у человека некоторые наследственные синдромы. Анеуплоидия по аутосомам нарушает нормальное эмбриональное развитие и является одной из основных причин спонтанных абортов:1. Анеуплоидия характерна для опухолевых клеток, особенно для клеток со́лидных опухолей. Патологический фенотип при анеуплоидии формируется из-за нарушения дозового баланса генов, при моносомии дополнительный негативный вклад оказывает гемизиготное состояние генов моносомной хромосомы :1.
Врождённая анеуплоидия может возникнуть, если в анафазе I мейоза гомологичные хромосомы одной или нескольких пар не разойдутся. В этом случае оба члена пары направляются к одному и тому же полюсу клетки, и тогда мейоз приводит к образованию гамет, содержащих на одну или несколько хромосом больше или меньше, чем в норме. Это явление известно под названием нерасхождение. Когда гамета с недостающей или лишней хромосомой сливается с нормальной гаплоидной гаметой, образуется зигота с нечётным числом хромосом: вместо каких-либо двух гомологов в такой зиготе их может быть три или только один.
Зигота, в которой количество аутосом меньше нормального диплоидного, обычно не развивается, но зиготы с лишними хромосомами иногда способны к развитию. Однако из таких зигот в большинстве случаев развиваются особи с резко выраженными аномалиями.

## Формы анеуплоидии

Схематическое изображение кариотипа мужчины, страдающего синдромом Дауна. Нерасхождение хромосом 21 в мейозе привело к трисомии по этой хромосоме.

Детекция трисомии по хромосоме 7 и 19 в культивируемых in vitro нейральных клетках-предшественниках при помощи дифференциального G-окрашивания и FISH-метода

По типу вовлечённых хромосом выделяют анеуплоидию половых хромосом и аутосомную анеуплоидию. Анеуплоидия по половым хромосомам характеризуется значительно более мягкими фенотипическими проявлениями, чем анеуплоидия по аутосомам, так как в отношении Х-хромосомы работает механизм дозовой компенсации, а Y-хромосома несёт малое количество генов и добавочная Y-хромосома незначительно нарушает дозовый баланс.
По числу вовлечённых хромосом анеуплоидию классифицируют как нуллисомию при отсутствии пары гомологичных хромосом, моносомию при отсутствии одной из пары гомологичных хромосом, трисомию при наличии добавочной хромосомы. Для половых хромосом у человека описаны случаи тетрасомии (48, XXXX, 48, XXYY, 48, XXXY, 48, XYYY) и пентасомии (49, XXXXX, 49, XXXXY, 49, XXXYY, 49, XYYYY, 49, XXYYY).

### Моносомия
Последствия моносомии являются, как правило, более тяжёлыми по сравнению с трисомией. В случае моносомии негативный эффект анеуплоидии обусловлен не только нарушенным дозовым балансом, но и гемизиготным состоянием генов, находящихся на хромосоме, не имеющей пары. Моносомии по аутосомам у человека являются эмбрионально летальными.
Моносомия по Х-хромосоме у женщин приводит к синдрому Шерешевского — Тёрнера.
Моносомия по Y-хромосоме является летальной перестройкой и несовместима с живорождением.
В случае обширной делеции в какой-либо хромосоме иногда говорят о частичной моносомии. Примером может служить синдром кошачьего крика, причиной которого является утрата части короткого плеча хромосомы 5.

### Трисомия
Трисомия — это наличие трёх гомологичных хромосом вместо пары (в норме). Причиной подавляющего большинства трисомий у человека являются ошибки расхождения хромосом при оогенезе, причём наибольший вклад дают ошибки в мейозе I по сравнению со вторым мейотическим делением. Вероятность трисомий у потомства повышается с возрастом матери:2.
Наиболее часто встречающейся у человека является трисомия по 16-й хромосоме (более одного процента случаев беременности), следствием этой трисомии является спонтанный выкидыш в первом триместре беременности.
Единственной жизнеспособной трисомией по аутосоме у человека является трисомия по хромосоме 21, вызывающая синдром Дауна. Трисомики по хромосомам 13 (синдром Патау) и 18 (синдром Эдвардса) могут дожить до рождения, но характеризуются значительными нарушениями развития и ранней постнатальной смертностью. Трисомии по другим аутосомам приводят к ранней эмбриональной летальности. Хромосомы 13, 18 и 21 занимают три последних места по числу генов среди аутосом:2.
Частота новорождённых с трисомией по 21 хромосоме в европейских странах в 1990—2009 годах составляло 11,2 случаев на 10 000 новорождённых, по 18 хромосоме — 1,04 случаев на 10 000, по 13 хромосоме — 0,48 случая на 10 000.

### Анеуплоидии половых хромосом
- 45, X, синдром Шерешевского — Тёрнера
- 47, XXX (женщины без фенотипических особенностей, у 75 % наблюдается умственная отсталость различной степени, алалия. Нередко недостаточное развитие фолликулов в яичниках, преждевременное бесплодие и ранний климакс (необходимо наблюдение эндокринолога). Носительницы ХХХ плодовиты, хотя риск спонтанных выкидышей и хромосомных нарушений у потомства у них несколько повышен по сравнению со средними показателями; частота проявления 1:700)
- 47, XXY, синдром Клайнфельтера (мужчины, обладающие некоторыми вторичными женскими половыми признаками; бесплодны; яички развиты слабо, волос на лице мало, иногда развиваются молочные железы)
- 47, XYY (мужчины высокого роста с различным уровнем умственного развития)

#### Тетрасомия и пентасомия
Примерами тетрасомии и пентасомии у человека могут служить кариотипы 48, XXXX, 48, XXYY, 48, XXXY, 48, XYYY, 49, XXXXX, 49, XXXXY, 49, XXXYY, 49, XYYYY и 49, XXYYY. Такие случаи встречаются чрезвычайно редко с частотой 1:18 000—1:100 000. Как правило, с нарастанием количества «лишних» хромосом увеличивается тяжесть и выраженность клинических симптомов.